# 藤野愛子
藤野 愛子 (ふじの あいこ、1988年7月4日 - ) は、奈良県出身の女子サッカー選手である。ポジションはディフェンダー (左サイドバック)。九州女子サッカーリーグ1部・全保連琉球デイゴス所属。

## 経歴
中学生時代は奈良県内の女子サッカークラブにてプレーし、2004年京都橘高等学校に入学して女子サッカー部に入部。同級生に浅野未希がいる。2年次の2005年8月に全日本高等学校女子サッカー選手権大会に出場した他、2年連続で国民体育大会京都府選抜チームに選出されて関西ブロック国体に出場した。
卒業後大原学園JaSRA女子サッカークラブに入団。在籍中の2年間でリーグ戦13試合に出場した。
2009年、専門学校卒業とともに退団して京都府に渡り、バニーズ京都SCに入団。加入当初は左サイドバックとして出場していたが、同年6月13日のリーグ戦第9節 (対戦相手: 大原学園JaSRA) で左サイドハーフとして出場し、リーグ初得点を挙げた。以後同年度シーズン終了までサイドハーフとして出場した。また国体京都府選抜に選出されてトキめき新潟国体に出場した。
翌2010年度は再び左サイドバックでプレーするようになり、入替戦出場チーム決定プレーオフを含む15試合に出場して1得点を挙げた。

## 成績

### 出場記録
出場記録は以下の資料に基づく:
| 年   | クラブ              | リーグ                    | 背番号 | ポジション | 試合 | 得点 |
| ---- | ------------------- | ------------------------- | ------ | ---------- | ---- | ---- |
| 2007 | 大原学園JaSRA女子SC | 日本女子サッカーリーグ1部 | 19     | DF         | 0    | 0    |
| 2008 | 大原学園JaSRA女子SC | 日本女子サッカーリーグ2部 | 16     | DF         | 13   | 0    |
| 2009 | バニーズ京都SC      | 日本女子サッカーリーグ2部 | 28     | DF         | -    | -    |
| 2010 | バニーズ京都SC      | 日本女子サッカーリーグ2部 | 7      | DF         | 15   | 1    |

### タイトル
特になし

## 選出歴等
- 国民体育大会京都府選抜 (2005, 2006, 2009)